# Agostino Bausa
Agostino Bausa (né le 25 février 1821 à  Florence et mort le 15 avril 1899 à Florence) est un cardinal italien de la fin du XIXe siècle. Il est membre de l'ordre des dominicains.

## Biographie
Bausa est missionnaire au Kurdistan, mais doit retourner en Italie pour des raisons de santé. Il participe au  concile  de Vatican I en 1869-1870, comme théologien de l'archevêque de Florence. Bausa est maître du palais apostolique en 1882. Le pape Léon XIII le crée cardinal lors du consistoire du  23 mai 1887. Le cardinal Bausa est élu archevêque de Florence en 1889.

## Source
- http://webdept.fiu.edu/~mirandas/bios1887-ii